# Budismo humanista
Budismo humanista tem como base a vida de Buda Shakyamuni e seus ensinamentos. Não é uma escola ou tipo de budismo, mas um nome empregado com o intuito de destacar as lições essenciais do Buda que são a sabedoria e a compaixão. É uma maneira de viver baseada na filosofia dos ensinamentos do Buda para todos os seres.
As paramitas são o melhor guia para o entendimento do budismo humanista.